# 강정고령보

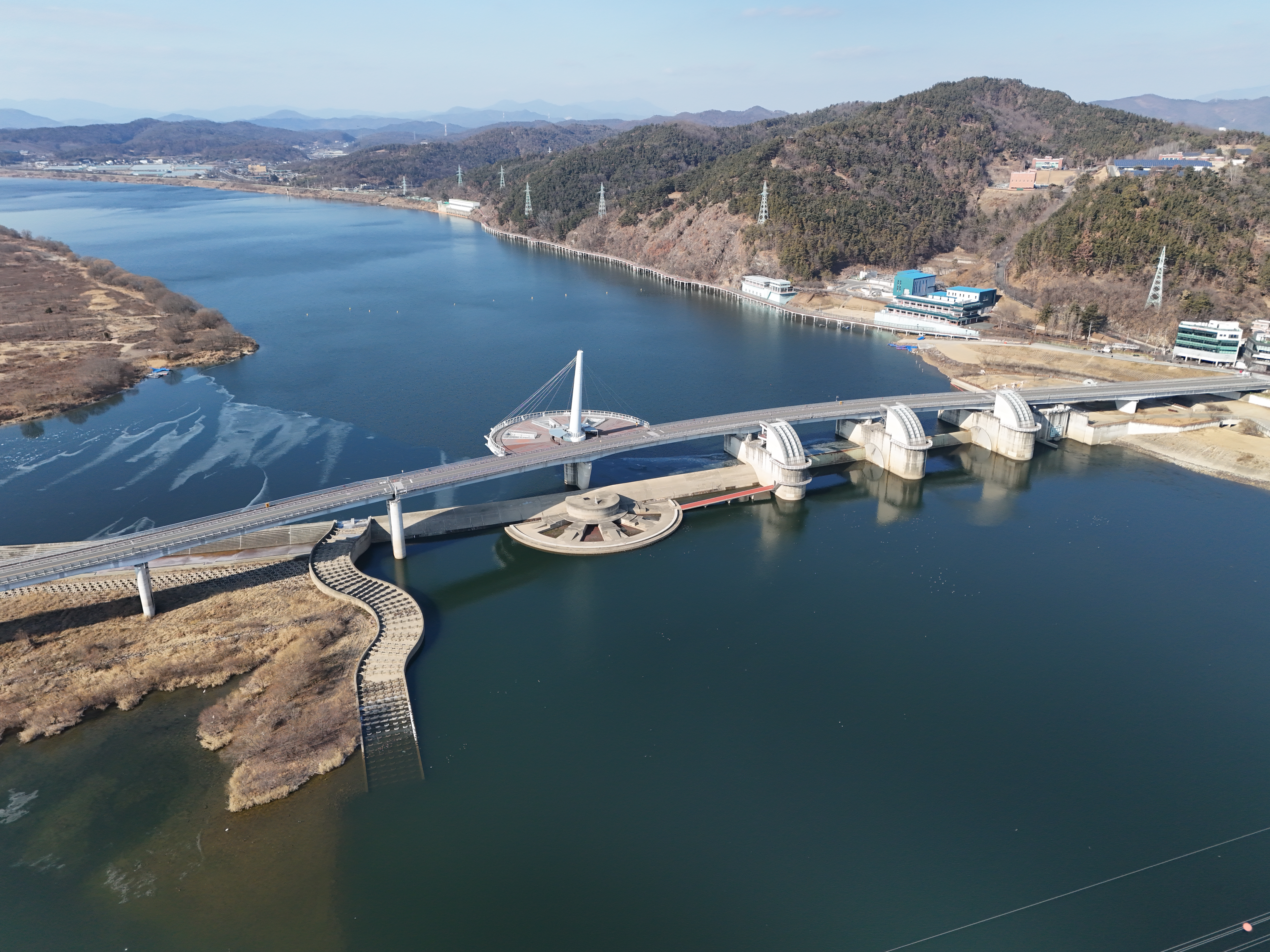
강정고령보

## 개요
대구 12경중 하나인 강정고령보(江亭高靈洑)는 경상북도 고령군 다산면과 대구광역시 달성군 다사읍에 있는 낙동강의 보로, 4대강 정비 사업의 일환으로 건설되었다. 총 사업비 3,179억 원을 투입하여 조성하였으며 길이는 953.5m로 전국 16개 보 중에서 가장 크다.

## 역사
취수 기능을 확대하고 지역민들에게 청정 에너지를 제공하고자 2009년 10월에 착공하여, 2011년 10월에 준공되었다.
2011년 4월 강정고령보 내 부속 시설 디 아크 (The ARC) 를 착공하였다.
2012년 9월 디 아크 (The ARC)의 준공이 완료되었다.
2024년 '금호강 르네상스 프로젝트' 선도사업의 일환으로 ‘디아크 문화관광 활성화 사업’ 이 본격 시작되었다.  2026년 상반기 준공을 목표로 삼는 이 사업은 달성습지, 대명유수지, 화원관광지를 연계하여 단절성을 개선하고 생태·문화·관광이 어우러진 명품 하천을 조성하는 것이 목표이다.

## 현황

### 규모
강정고령보의 총 길이는 약 953.5m로, 4대강 16개 보 중 가장 긴 구조이다. 고정보와 가동보로 나누어져 있으며, 고정보의 길이는 833.5m, 가동보는 120m로 이루어져 있다. 저수량은 약 10만 8000㎏으로, 운문댐과 유사한 수준이다. 가동보에는 폭 45m, 높이 11.6m의 수문이 2개 설치되어 있어 수위를 인위적으로 조절할 수 있으며, 연간 3천여 가구가 이용할 수 있는 소수력 발전 시설이 2기 운영되고 있다. 댐의 발전 용량은 약 1,500㎾에 달한다.

### 디자인 및 시설
강정고령보는 대가야 문화와 대구의 첨단 과학, 패션을 주제로 디자인되었으며, 보 중간에는 탄주대와 낙락섬이 조성되어 있다. 탄주대는 가야 토기와 가야금을 형상화한 전망대이며, 낙락섬은 대구 달성군의 첨단 과학을 상징하는 톱니바퀴 형상의 인공섬으로 물을 체험하고 즐길 수 있는 공간이다. 자전거 라이딩 및 가족 피크닉 장소로도 인기가 높다

### 문화 공간
강정고령보 근처에는 물과 자연을 주제로 한 문화 공간, 디아크가 있다. 세계적인 건축가 하니 라시드가 설계한 디아크는 전시 공간, 아트 갤러리 및 물을 테마로 한 영상 극장 등의 체험 시설과 편의 시설이 존재한다. 대구시와 달성군은 강정고령보와 디아크 주변에서 매년 다양한 문화 활동 및 축제를 개최한다.

## 관광

### 디 아크 (The ARC)

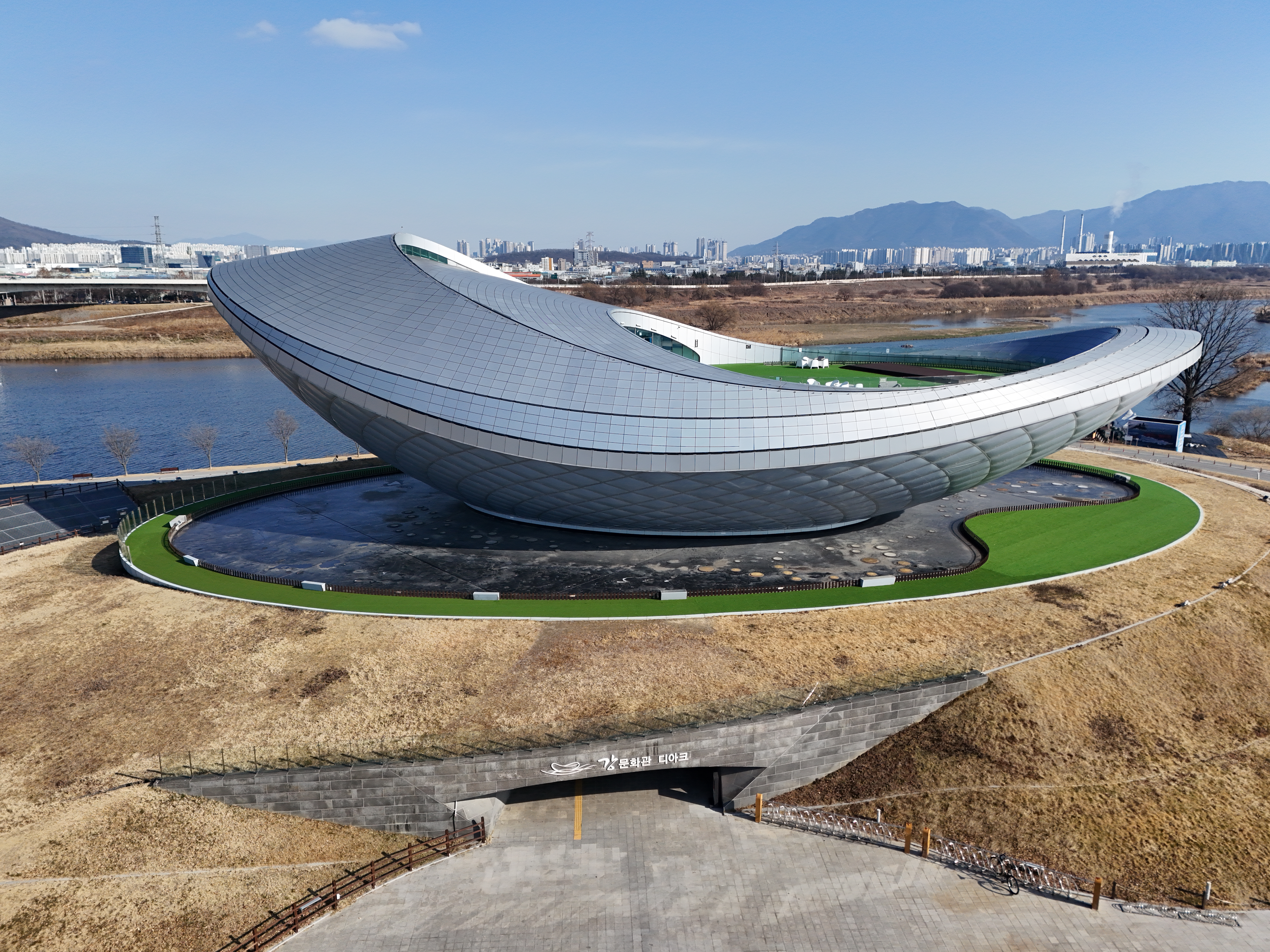
The ARC

세계적인 건축가 하니 라쉬드가 설계한 구조물로, 물고기가 물 위로 뛰어오르는 순간과 물수제비가 물 표면에 닿는 순간의 파장을 잘 표현한 조형미와 예술성이 뛰어나다는 평가를 받는다. 건물 면적이 3,761m², 지하 1층, 지상 3층 규모의 디아크는 현재 낙동강을 찾는 관람객들을 위한 복합문화공간으로 활용되고 있다.
2014 한국건축문화대상 준공 건축물 부문 우수상에 선정되었다.